# 歌めぐり風だより
『歌めぐり・風だより』（うためぐり・かぜだより）は、1994年10月から2009年9月まで日本各地のラジオ局で放送されていた歌謡番組である。
演歌を中心に取り上げていた番組で、毎回当時の最新ヒット曲を紹介していた。また、各回の企画テーマに沿っての曲紹介も行っていた。パーソナリティは、一貫して女性演歌歌手が務めていた。ゲストには、主に日本コロムビア所属の演歌歌手を招いていた。番組制作は、コロムビアソングス（日本コロムビアの子会社）とスバルプランニングが担当した。
若山かずさと中島祐希子がパーソナリティを務めていた当時のタイトルは『かずさ・祐希子の歌めぐり』であったが、2代目の西尾夕紀に引き継がれる際に『（担当パーソナリティ名）の歌めぐり・風だより』に変更された。

## パーソナリティ

### 番組終了時の担当者
- 松川未樹（2008年1月から2009年9月最終週まで）

### 過去の担当者
- 若山かずさ＆中島祐希子（1994年10月から1996年9月まで）
- 西尾夕紀（1996年10月から1998年9月まで）
- 山本智子（1998年10月から2002年3月まで）
- 松原のぶえ＆川久保由香（川久保は2002年4月から9月まで、松原は2002年4月から2003年3月まで担当）
- 南かなこ（2003年4月から2005年3月まで）
- まきのめぐみ＆三代目コロムビア・ローズ（2005年4月から2007年12月まで）

## ネット局・放送時間

### 最終回時点
| 放送局        | 系列       | 放送日時                        |
| ------------- | ---------- | ------------------------------- |
| HBCラジオ     | JRN・NRN系 | 日曜 18:30 - 19:00              |
| 岩手放送      | JRN・NRN系 | 日曜 06:00 - 06:30              |
| 東北放送      | JRN・NRN系 | 土曜 14:30 - 15:00              |
| 山形放送      | JRN・NRN系 | 日曜 05:30 - 06:00              |
| 栃木放送      | NRN系      | 木曜 22:30 - 23:00              |
| 新潟放送      | JRN・NRN系 | 土曜 05:30 - 06:00              |
| 信越放送      | JRN・NRN系 | 日曜 05:30 - 06:00              |
| 北日本放送    | JRN・NRN系 | 土曜 05:05 - 05:35              |
| 福井放送      | JRN・NRN系 | 土曜 07:30 - 08:00              |
| AM岐阜ラジオ  | 独立局     | 日曜 15:00 - 15:30              |
| KBS滋賀       | NRN系      | 日曜 21:00 - 21:20              |
| KBS京都       | NRN系      | 日曜 21:00 - 21:20              |
| 和歌山放送    | JRN・NRN系 | 土曜 05:00 - 05:30              |
| 山陽放送      | JRN・NRN系 | 日曜 05:00 - 05:30              |
| 山口放送      | JRN・NRN系 | 月曜 00:00 - 00:30 （日曜深夜） |
| 西日本放送    | JRN・NRN系 | 日曜 16:30 - 17:00              |
| 南海放送      | JRN・NRN系 | 土曜 05:00 - 05:00              |
| 高知放送      | JRN・NRN系 | 日曜 15:30 - 16:00              |
| NBCラジオ佐賀 | JRN・NRN系 | 日曜 05:15 - 05:45              |
| 長崎放送      | JRN・NRN系 | 日曜 05:15 - 05:45              |
| 南日本放送    | JRN・NRN系 | 月曜 01:00 - 01:30 （日曜深夜） |
| ラジオ沖縄    | NRN系      | 日曜 17:30 - 18:00              |

### 途中までネットしていた局
| 放送局     | 系列       | 備考             |
| ---------- | ---------- | ---------------- |
| ラジオ日本 | 独立局     | 一時期ネット     |
| 北陸放送   | JRN・NRN系 | 日曜早朝にネット |